# Josef Kolbinger
Josef Kolbinger (* 4. Juni 1924 in Sooß; † 1. Dezember 1985) war ein österreichischer Wirtschaftswissenschaftler und Professor für Betriebswirtschaft am Institut für Unternehmensführung der Universität Linz.

## Leben und Ausbildung
Kolbinger besuchte die Volks- und Hauptschule und begann eine Schlosserlehre in einer Maschinenfabrik. Aufgrund gesundheitlicher Probleme brach er diese Ausbildung ab und besuchte 1939/40 die Wirtschaftsschule in Baden. Von dieser wechselte er in die Wirtschaftsoberschule, welche er 1944 mit Auszeichnung abschloss. Nach der bestandenen Reifeprüfung arbeitet er in der Hirtenberger Patronenfabrik. Am 4. Dezember 1942 beantragte er die Aufnahme in die NSDAP und wurde rückwirkend zum 1. September desselben Jahres aufgenommen (Mitgliedsnummer 9.252.616). Nach dem Krieg studierte er an der Hochschule für Welthandel und erhielt vorzeitig im Sommersemester 1947 das Diplom. Ein Jahr später promovierte er an der Hochschule für Welthandel in Wien zum Doktor der Handelswissenschaft (Dr. rer. pol.) mit einer Arbeit zum Thema „Die Arbeitslosigkeit als Weltstrukturkrise“. Ab dem 1. September 1948 war er wissenschaftliche Hilfskraft und ab 1949 Assistent bei Willy Bouffier. Er wurde 1953 an dieser Hochschule für Betriebswirtschaftslehre habilitiert. 1955 bewarb er sich auf eine a.o. Professur für Betriebswirtschaftslehre an der Universität Innsbruck und belegte den dritten Listenplatz im Besetzungsvorschlag. 1958 wurde er auf den Lehrstuhl für Allgemeine und Bankbetriebslehre an der Wirtschaftshochschule Mannheim berufen.
Kolbinger zählte 1965 zu den Gründungsprofessoren der Hochschule für Sozial- und Wirtschaftswissenschaften in Linz (heute: Johannes Kepler Universität) und war Ordinarius und Vorstand des „Institutes für Soziale Betriebsführung“ (später: Institut für Unternehmensführung) an dieser Universität.
Er verstarb am 1. Dezember 1985.

## Werk
Kolbinger war im Treuhandfach sowie beratend auf dem Gebiet der Lohngestaltung und sonstiger Preisfragen tätig. In diesem Zusammenhang unternahm er – besonders im Auftrag der österreichischen Produktivitätszentrum – Studienreisen nach den USA, Frankreich und anderen europäischen Staaten. 1976 hielt er zum 10-jährigen Bestand der Universität Linz ein viel beachtetes Grundsatzreferat zur „Personal- und Sozialorientierung der Betriebswirtschaftslehre“.
Er gehörte der leistungstheoretisch orientierten „Wiener betriebswirtschaftlichen Schule“ sowie der soziologisch-nationalökonomischen Betrachtungsrichtung des Universalismus Spann-Heinrich`scher Prägung an. Seine Interessen bewegten sich dementsprechend auf soziologisch-ökonomischen wie betriebswirtschaftlich-gesamtwirtschaftlichen Grenzgebieten.
Seine Vorlesungen bezogen sich anfangs auf das Gebiet der Allgemeinen und industriellen Betriebswirtschaftslehre. Seine wissenschaftlichen Hauptaugenmerke war das Personal- und Finanzwesen und vor allem die „Allgemeine Betriebswirtschaftslehre“.
Von seinen ehemaligen Assistenten sind im universitären Bereich Michael Hofmann (WU Wien), Gerhard Reber (JKU Linz) und Wilhelm Bühler (WU Wien) als Professoren tätig.

## Veröffentlichungen
An Büchern veröffentlichte er den „Bauplan sozialer Betriebsführung“ (1957), „Grundfragen betrieblicher Leistungs- und Entlohnungspolitik“ (1958), die „Elemente der Bankwirtschaftslehre“ (1964), das „Betriebliche Personalwesen“ (Band I und II, 2. Auflage, 1972), „Arbeitsmarktpolitik am Arbeitsplatz durch Berufs- und Aufgabengestaltung“ (1977), „Die Betriebswirtschaftslehre als Lehre von der sozialen Leistungsordnung“ (1980), „Das humane Maß der Größe in Wirtschaft und Gesellschaft“ (1983) sowie zahlreiche grundlegende Aufsätze und Artikel (z. B. im Handwörterbuch der Betriebswirtschaftslehre, im Handbuch des Personalwesens, im Handbuch der Organisation) oder in Festschriften (wie für Guido Fischer, Othmar Spann, August Marx, Goetz Briefs u. a.)
Zum 60. Geburtstag von Kolbinger verfassten seine Schüler Artikeln in der Festschrift Ganzheitlich-verstehende Betrachtung der sozialen Leistungsordnung – ein Betrag zur Ganzheitsforschung und -lehre (Wien – New York, 1985, 775 Seiten).